# Kapsa minuta
Kapsa minuta är en insektsart som beskrevs av Irena Dworakowska 1994. Kapsa minuta ingår i släktet Kapsa och familjen dvärgstritar. Inga underarter finns listade i Catalogue of Life.